# Crown (Pensilvania)
Crown es un lugar designado por el censo ubicado en el condado de Clarion en el estado estadounidense de Pensilvania. En el año 2010 tenía una población de 183 habitantes y una densidad poblacional de 27,7 personas por km².

## Geografía
Crown se encuentra ubicado en las coordenadas 41°23′23″N 79°16′17″O / 41.38972, -79.27139. Según la Oficina del Censo de los Estados Unidos, Crown tiene una superficie total de 2,53 mi² (6,6 km²), de la cual 2,53 mi² (6,6 km²) corresponden a tierra firme y 0 mi² (0 km²) es agua.